# Aradus gracilis
Aradus gracilis är en insektsart som beskrevs av Parshley 1929. Aradus gracilis ingår i släktet Aradus och familjen barkskinnbaggar. Inga underarter finns listade i Catalogue of Life.